# والدو روبيو
والدو روبيو (بالإسبانية: Waldo Rubio Martín)‏ هو لاعب كرة قدم إسباني في مركز نصف الجناح، ولد في 17 أغسطس 1995 في بطليوس في إسبانيا. لعب مع ريكرياتيفو.

## وصلات خارجية
- والدو روبيو على موقع قاعدة بيانات كرة القدم.إي يو (الإنجليزية)
- والدو روبيو على موقع Soccerway.com (الإنجليزية)